# Pajottenland

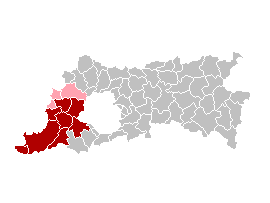
Mapa del Brabante Flamenco que marca a Pajottenland en rojo. Las áreas en rosa son frecuentemente incluidas en algunas definiciones.

Pajottenland o Payottenland, es una región de Bélgica localizada en la parte oeste de la provincia del Brabante Flamenco al suroeste  de Bruselas. Se trata de una zona predominantemente agrícola muy fértil, entre los ríos Senne y Dendre. La parte oeste de Anderlecht forma también parte de Pajottenland. Otras poblaciones en la región son Affligem, Asse, Biévène, Dilbeek, Galmaarden, Gooik, Herne, Lennik, Liedekerke, Pepingen, Roosdaal, Sint-Pieters-Leeuw y Ternat. 
El nombre de la región proviene de la palabra Valona payot, que era el nombre que los lugareños daban a sus coterráneos enrolados como mercenarios en el ejército imperial de los Habsburgo en el siglo XVIII.
Históricamente, la región ha provisto de alimentos a la ciudad de Bruselas. Famosa es su producción de cerveza de fermentación espontánea Lambic, especialmente la variedad Gueuze. El turismo es también una importante fuente de ingresos. 

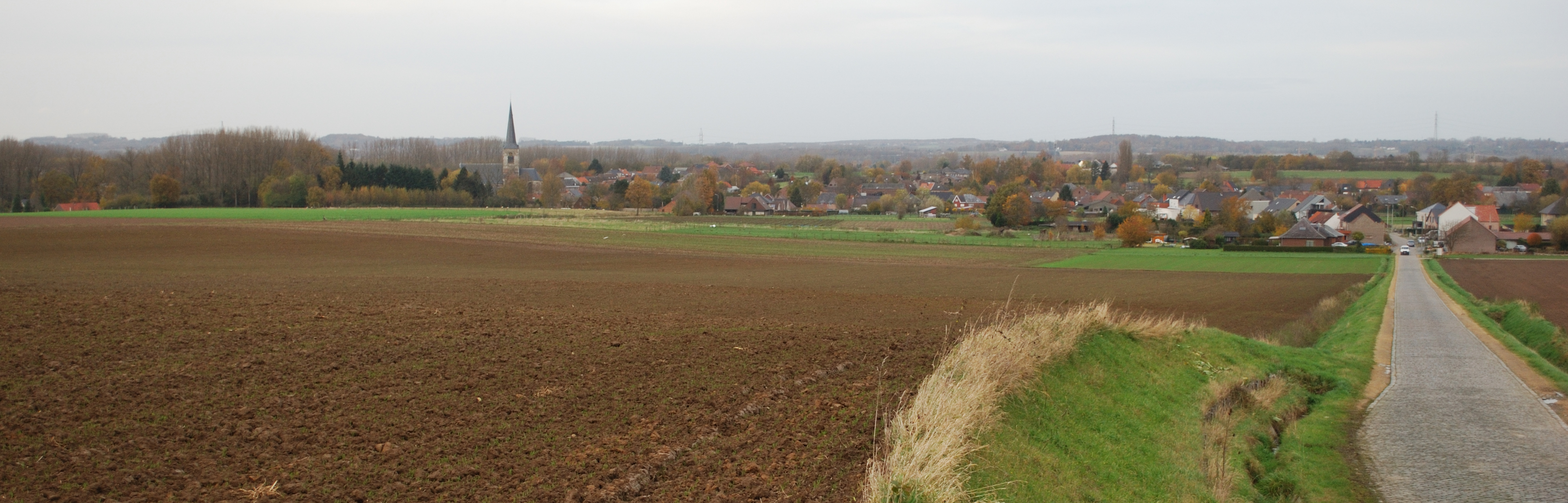
Vista del poblado de Wambeek en la comuna de Ternat.
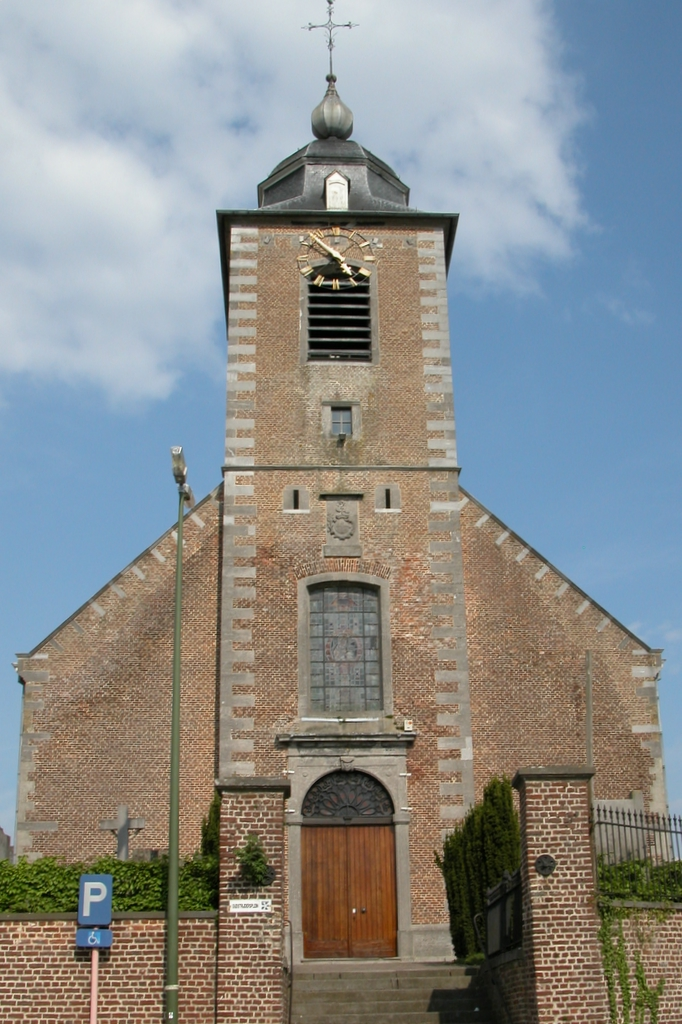
Iglesia de San Pablo (Sint-Pauluskerk), en el poblado de Vollezele, cerca de Galmaarden.
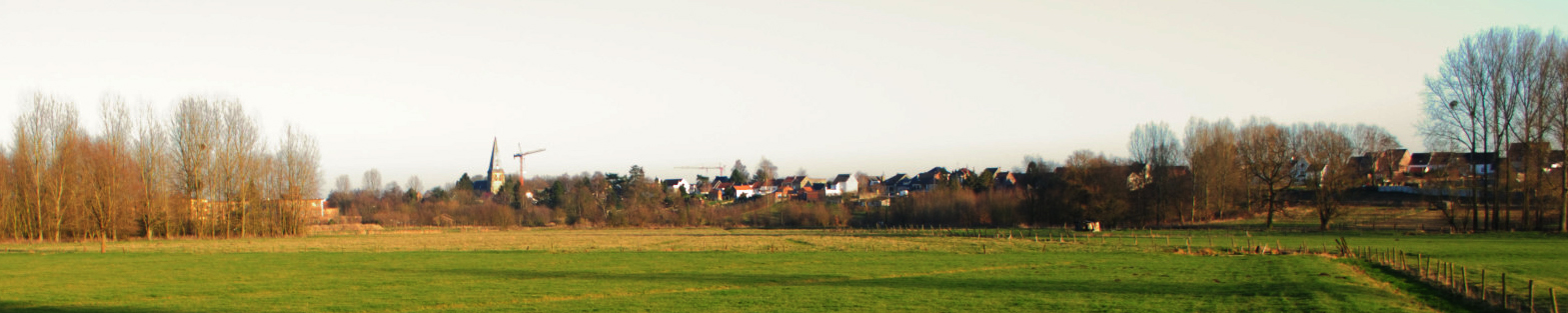
Vista al pueblo de Liedekerke.
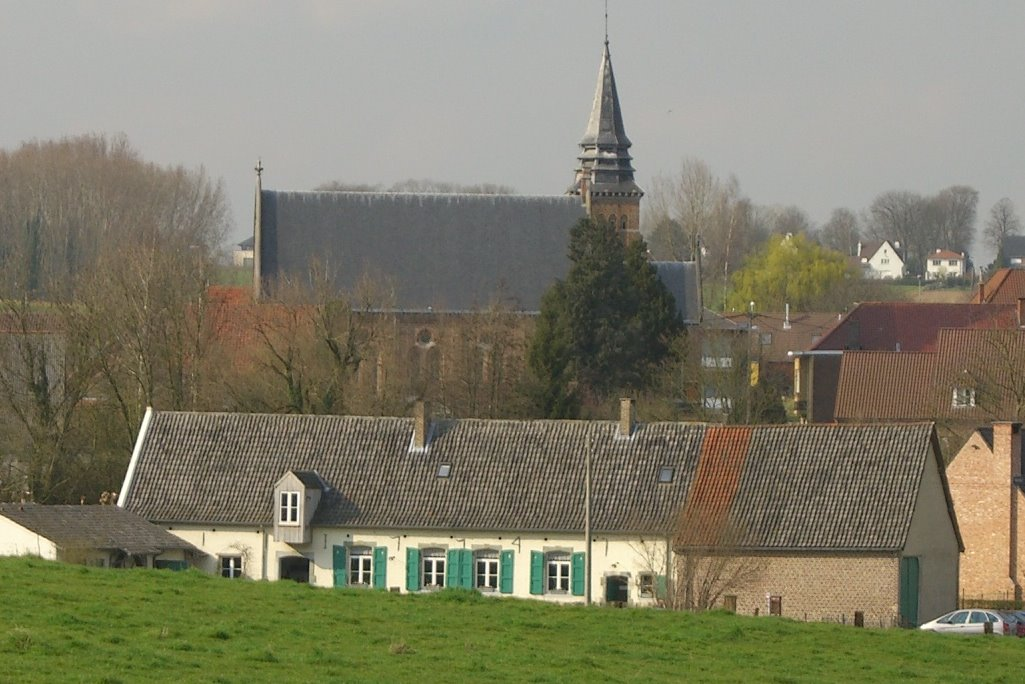
Molino de la villa de Sint-Gertrudis-Pede, considerado monumento histórico.

- Datos: Q640303
- Multimedia: Pajottenland / Q640303